# 飯豊青皇女
飯豊青皇女（いいとよあおのひめみこ、允恭天皇29年? - 清寧天皇5年11月?）は、記紀に伝えられる5世紀末の皇族（王族）。履中天皇の皇女、または市辺押磐皇子の王女。
第22代清寧天皇の崩御後に一時政務を執ったとされ、飯豊天皇とも呼ばれる。

## 名前
飯豊皇女または飯豊王女（読みは共に「いいとよのひめみこ」）と書かれることが多い。他表記ならびに別名は、飯豊女王（いいとよのひめみこ）、飯豊王（いいとよのみこ）、飯豊郎女（いいとよのいらつめ）、青海皇女（あおみのひめみこ）、青海郎女（あおみのいらつめ）、忍海郎女（おしぬみのいらつめ）、忍海部女王（おしぬみべのひめみこ）、忍海飯豊青尊（おしぬみのいいとよあおのみこと）。
「いひとよ」とは古語でフクロウのことをいい、「おしぬみ」は葛城内の地名・忍海で、飯豊王の本拠地。忍海部は、飯豊王の子代（こしろ）の部民（べのたみ）であるが、単なる農民部ではなく漢人（あやひと）をかかえた雑工部（物品製造に携わる職工集団）でもあったらしい。「あをみ」の由来は不詳。
修二会の過去帳拝読で読まれる「青衣の女人（しょうえのにょにん）」や、葛城山の枕詞（木幡、忍坂山などにも掛かる）の「青旗」など、「青」の意味を考える価値はあると考えられる。
また、「青」とは、縄文中期以降、東北アジアで財宝となっていた日本列島産出の翡翠（ヒスイ）のことを表すこともあり、「青海」（あをみ）とは、海際で翡翠を産する地、の可能性もある。

## 事績
第22代清寧天皇と第23代顕宗天皇との間の期間、執政者だったと伝えられ、女帝の先駆的存在として注目される（時代的には、神功皇后と推古女帝をつなぐ位置にある）。『日本書紀』によると、男性と経験を持ったのは生涯1度だけであったという。
『日本書紀』によれば、執政期間は短くわずか10箇月余りで、清寧天皇5年11月に薨去（実際は「崩」と表記し、天皇扱いにしている）。ただし、前後の清寧・顕宗天皇などの実在を否定する立場からは、執政期間がさらに数年に及ぶとの推定もある。なお、年齢については、『水鏡』に「御年四十五（45歳）」とあり、これに基づいて逆算すれば、允恭天皇29年の誕生となるが、どれだけ史実を反映しているかは不明である。

## 陵

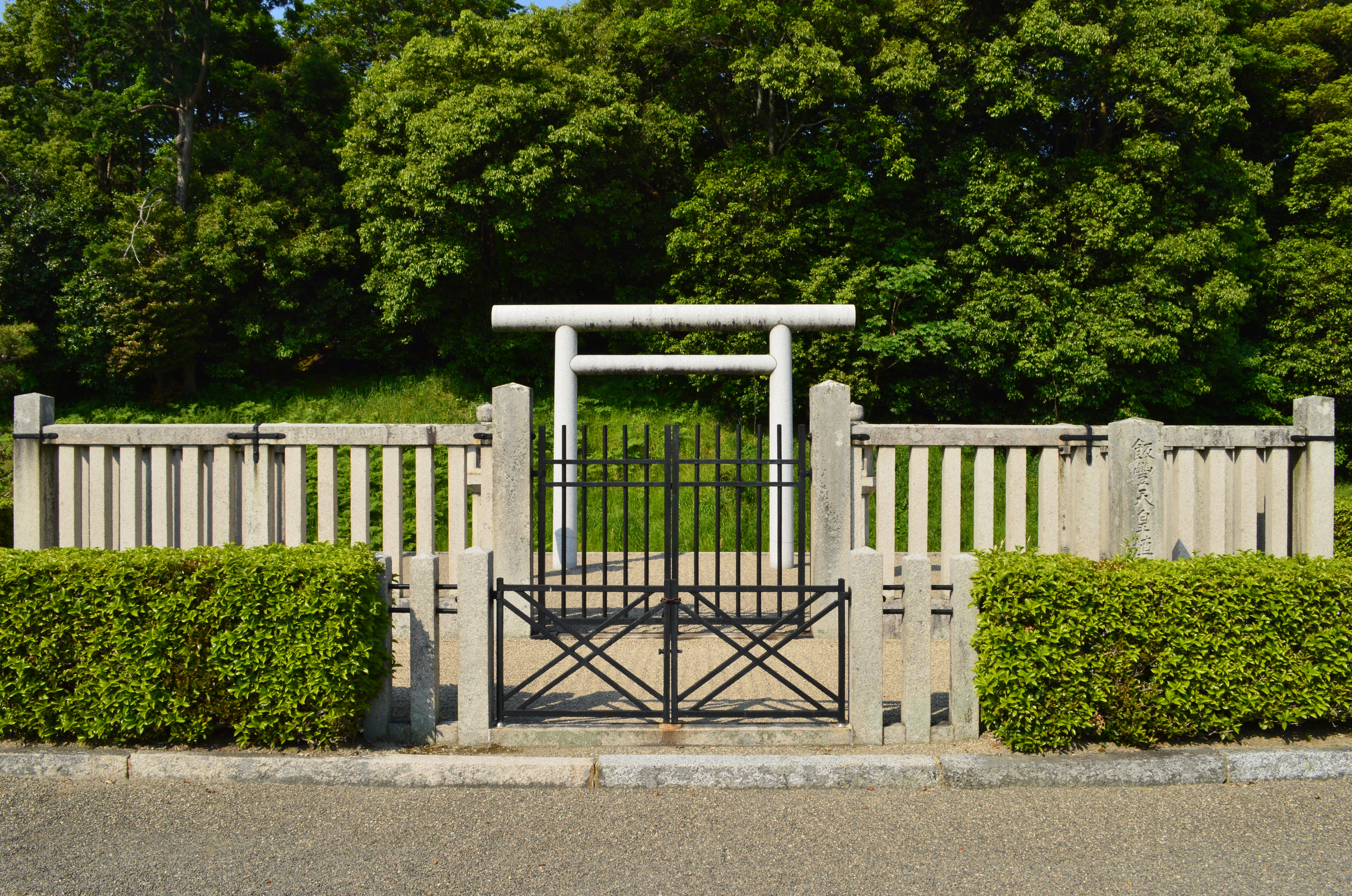
飯豊天皇 埴口丘陵
（奈良県葛城市）

陵（みささぎ）は、宮内庁により奈良県葛城市北花内にある埴口丘陵（はにぐちのおかのみささぎ）に治定されている。宮内庁上の形式は前方後円。遺跡名は「北花内大塚古墳」で、墳丘長90メートルの前方後円墳である。
陵について『日本書紀』では「葛城埴口丘陵」、『延喜式』諸陵式では「埴口墓」と記載される。『日本書紀』では「陵」と表記し、「墓」ではないことが注意される。

## 考証

### 女帝であったかなかったか
記紀では天皇として認められていないが、後世の史書である『扶桑略記』に「飯豊天皇廿四代女帝」、『本朝皇胤紹運録』に「飯豊天皇 忍海部女王是也」と記されるほか、『先代旧事本紀大成経』には「清貞天皇（せいていてんのう）」の諡号まであり、天皇の扱いとなっている。
明治時代から昭和20年までには「歴代天皇の代数には含めないが、天皇の尊号を贈り奉る」としていた。現在も宮内庁では「履中天皇々孫女　飯豊天皇」と称している。これは不即位天皇としての扱いである。

### 清寧天皇・仁賢・顕宗両天皇の代理（摂政）説

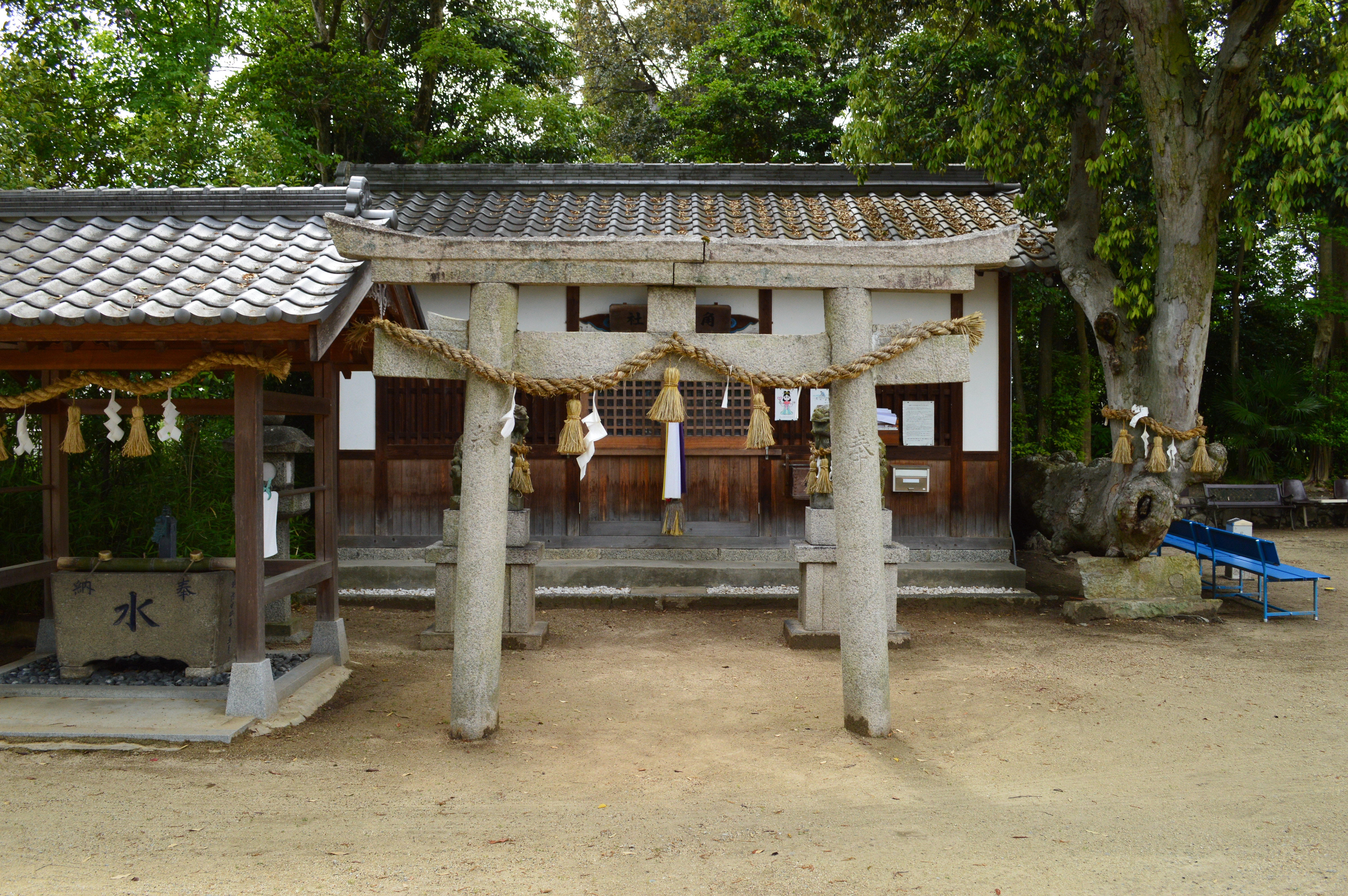
角刺神社（奈良県葛城市）忍海角刺宮伝承地。

『日本書紀』によれば、清寧天皇の治世中にすでに億計尊（おけのみこと）と弘計尊（をけのみこと）は発見されており、後継問題は解決されていたが、清寧天皇崩御後に億計尊と弘計尊が皇位を相譲したため、飯豊青皇女が忍海角刺宮（おしぬみのつのさしのみや、奈良県葛城市忍海の角刺神社が伝承地）で執政し、「忍海飯豊青尊」と称したという。ところが『古事記』によれば、清寧天皇崩後に皇嗣なく、飯豊王が執政していたが、やがて（つまりその執政期間中に）億計・弘計の兄弟が発見され、兄弟を播磨から迎えたとある。
このように記紀では事実の経緯・叙述の趣向が異なっている。『日本書紀』の説の問題点は、飯豊青皇女が執政を始めた時は億計尊・弘計尊の兄弟はもう宮中にいて、この兄弟の代理で一時的に政務を預かったにすぎないばかりか、ちょうど都合よくなぜか1年に満たない執政10か月で死去して顕宗天皇が即位したため、清寧天皇と顕宗天皇の間には空位年がないことになっていることである。これは『日本書紀』が編年の都合上、飯豊女王の執政期間を切り詰めたのではないかと疑われる。『古事記』の場合、先々の皇位継承がどう考えられていたのかが不明瞭である。男子後継者候補がまったくいなかったとすると、飯豊王の執政は問題の一時先送りにしかならず、後世の女帝と比べてもまったく類例のないことになる（それゆえ『日本書紀』を正しいとする説もある）。逆に、後世の女帝のあり方から類推すると、男子皇族間の皇位継承争いの予兆があってそれを緩和ないし未然に防ぐ意図があったかとも思われる（少なくともこの時、後の継体天皇が属した応神天皇に連なる息長系と、倭彦王が属した仲哀天皇に連なる家系の2つはあり、他にも男系子孫がいた可能性もなくはない）。執政期間は不明であるが、もし長期間に及んだものであれば、中継ぎとはいえ本格的に女帝に近い存在だったといえよう。
また、億計尊・弘計尊の兄弟は早くから飯豊王の保護下に匿われており、発見は半ば出来レースだったという一種の折衷案的な説もある（下記の若井敏明の説などもその一種）。これに対し、物語の構成・展開に信憑性を認め、発見は本当に偶然だったとする説（角林文雄など）もある。

### 履中天皇皇女か皇孫か
『古事記』・『日本書紀』履中紀が父を履中天皇 / 母を葦田宿禰（葛城襲津彦の子。一説に羽田矢代宿禰）の女の黒媛とするのに対し、『書紀』顕宗紀に引く「譜弟」は父を市辺押磐皇子 / 母を葛城蟻臣の女の荑媛（はえひめ）とする。

### 託宣の巫女説
『古事記』の解釈はさらにわかれる。折口信夫の解釈によれば、飯豊皇女は巫女であるか、ないしはそれに近い神秘的な人物であり、執政していたのではなく、清寧天皇崩御後に、巫女として「誰に皇位についてもらうべきか」と神託を仰がれて、その段階ではまだ発見されていなかった億計尊・弘計尊の兄弟の名を託宣したのだという。
ただし、神功皇后や倭姫王などの例があるように、古代の女性皇族で巫女的な資質をもっていた人がいてもまったく不思議ではないが、記紀をみる限り、飯豊女王について巫女的な要素が直接うかがわれるような記述があるわけではなく、あまり巫女的な面を強調しすぎることには慎重であるべきとする説もある。
（巫女ではなく巫の項、およびシャーマニズムの項を参照）

### 飯豊王女
飯豊王は2人いたという説がある。つまり系譜上での「履中天皇皇女説」と「市辺押歯王王女説」はどちらも正しく、履中皇女と履中皇孫は別人で、両者は叔母と姪の関係であったという説である。門脇禎二の説と若井敏明の説とがある。両説のちがいは、門脇説では叔母の方は青海郎女、姪の方は忍海郎女・忍海部女王であり、ともに同じ「飯豊」という別名を与えられている（「青海」がつく方が叔母（皇女）で、「忍海」がつく方が姪（王女））。これに対し若井説では、叔母（皇女）の方は「青海」「忍海」であり忍海部や飯豊ではなく、姪（王女）の方は「忍海部」または「飯豊青」であり忍海や青海ではない（「忍海」の2字が共有されているが、叔母は「部」の字がつかず、姪の方は「部」の字がつく）とする。このように同じ2人説でも、その2人の名前のちがいをどう考えるかは説が分かれている（叔母が「青海郎女」で姪が「忍海部女王」であることは両者共通、「飯豊」と「忍海」について見解が分かれる）。

#### 若井敏明の説
上記の若井説によれば、「叔母の青海皇女は、後継をどうすればよいか諮問されて飯豊女王を指名しただけで、青海皇女は執政はしていない。一方、姪の飯豊女王は執政はしたが諮問に与ったのではなく、青海皇女の指名に基づいて飯豊女王が執政したのである」という。また青海郎女は巫女というわけではなくて、単に皇位継承問題の対策を諮問されて、飯豊王の名を回答しただけであり、神託というようなものとはみなしていない。また忍海部（青海郎女の部民）と忍海宮はもともと青海郎女のもので、「市辺押歯王が殺された時に飯豊王女は叔母の宮に身を寄せたのであり、男子と関係をもったという伝承も姪の飯豊王女の方」とする。

## 関係する地名・神社など

### 福島県の飯豊山
現在、福島県にある飯豊山の「飯豊」は「いいで」と読んでいる。代表的な地名起源説としては、「いひとよ」は古語でフクロウであり、おそらくはフクロウの住む山という意味で「いひとよ山」といったのが後世に訛って「いいで山」になったというものである。また、古代に「豊」を「て」、「で」、「てみ」、「でみ」、「とみ」、「どみ」等と読んだ可能性もある（この他にも、この山の名の由来についてはいろいろな面白い説があるが飯豊女王と関係ない話なので省略）。この飯豊山については『陸奥国風土記』逸文に以下のような伝承が記録されている。
「白川郡。飯豊山。此の山は、豊岡姫命の忌庭（ゆにわ）なり。又、飯豊青尊（いいとよあおのみこと）、物部臣（もののべのおみ）をして、御幣（みてぐら）を奉らしめ賜ひき。故（かれ）、山の名と為す。古老曰へらく、昔、巻向珠城宮（まきむきのたまきのみや）に御宇（あめのしたしろしめしし）天皇の二十七年戊午年の秋、飢えて人民多く亡せき。故、宇惠々山と云ひき。後に名を改め豊田と云ひ、飯豊と云ふ。」
この中に出てくる飯豊青尊とはもちろん本項の飯豊女王。豊岡姫命とは記紀にいう豊受比売神のこと、巻向珠城宮御宇天皇は垂仁天皇のことである。
なお、「飯豊」という地名はこの飯豊山の他にも、東北地方の各地にある。詳しくは「飯豊」を参照のこと。

### 「飯豊」に関係する神社
- 福島県白河市に「飯豊比売神社」があり、御祭神が飯豊比売神である。
- 福井県大飯郡高浜町の「青海神社」には、飯豊女王が禊をしたという池があり、伝承にまつわる神事が伝わる。
- 奈良県葛城市の「角刺神社」は飯豊女王の「角刺宮」跡と伝えられ境内に飯豊王女が鏡として使ったという池がある。
- 上記の福島県の飯豊山には「飯豊山神社」がある。
- 宮城県加美郡加美町の「飯豊神社」は巨石を御神体とする。
- 福島県田村郡小野町の「飯豊神社」は秋祭の11月3日に獅子舞が奉納される。